# Vòng đấu loại trực tiếp UEFA Champions League 2020–21
Vòng đấu loại trực tiếp UEFA Champions League 2020–21 bắt đầu vào ngày 16 tháng 2 với vòng 16 đội và kết thúc vào ngày 29 tháng 5 năm 2021 với trận chung kết tại Sân vận động Dragão ở Porto, Bồ Đào Nha, để xác định đội vô địch của UEFA Champions League 2020-21. Tổng cộng có 16 đội cạnh tranh ở vòng đấu loại trực tiếp.
Thời gian theo múi giờ CET/CEST, được liệt kê bởi UEFA (giờ địa phương nếu khác nhau thì được hiển thị trong dấu ngoặc đơn).

## Các đội lọt vào
Vòng đấu loại trực tiếp bao gồm 16 đội lọt vào với tư cách là đội nhất và nhì của mỗi bảng trong số 8 bảng ở vòng bảng.

| Bảng | Đội nhất bảng (được xếp hạt giống ở lễ bốc thăm vòng 16 đội) | Đội nhì bảng (không được xếp hạt giống ở lễ bốc thăm vòng 16 đội) |
| ---- | ------------------------------------------------------------ | ----------------------------------------------------------------- |
| A    | Bayern Munich                                                | Atlético Madrid                                                   |
| B    | Real Madrid                                                  | Borussia Mönchengladbach                                          |
| C    | Manchester City                                              | Porto                                                             |
| D    | Liverpool                                                    | Atalanta                                                          |
| E    | Chelsea                                                      | Sevilla                                                           |
| F    | Borussia Dortmund                                            | Lazio                                                             |
| G    | Juventus                                                     | Barcelona                                                         |
| H    | Paris Saint-Germain                                          | RB Leipzig                                                        |

## Thể thức
Mỗi cặp đấu ở vòng đấu loại trực tiếp, ngoại trừ trận chung kết, được diễn ra theo thể thức hai lượt, với mỗi đội chơi một lượt tại sân nhà. Đội ghi được tổng số bàn thắng nhiều hơn qua 2 lượt đi tiếp vào vòng tiếp theo. Nếu tổng tỉ số hòa, luật bàn thắng sân khách được áp dụng, nghĩa là đội ghi nhiều bàn thắng trên sân khách hơn qua 2 lượt đi tiếp. Nếu số bàn thắng sân khách vẫn bằng nhau, thì hiệp phụ được diễn ra. Luật bàn thắng sân khách một lần nữa được áp dụng sau hiệp phụ, nghĩa là nếu có bàn thắng được ghi trong thời gian hiệp phụ và tổng tỉ số vẫn bằng nhau, đội khách đi tiếp nhờ có số bàn thắng sân khách ghi được nhiều hơn. Nếu không có bàn thắng nào được ghi trong thời gian hiệp phụ, đội thắng được quyết định bởi loạt sút luân lưu. Ở trận chung kết, nơi diễn ra 1 trận duy nhất, nếu tỉ số hoà sau thời gian thi đấu chính thức, hiệp phụ được diễn ra, theo sau đó là loạt sút luân lưu nếu tỉ số vẫn hoà.

Cơ chế bốc thăm cho mỗi vòng như sau:
- Ở lễ bốc thăm cho vòng 16 đội, 8 đội nhất bảng được xếp vào nhóm hạt giống, và 8 đội nhì bảng được xếp vào nhóm không hạt giống. Các đội hạt giống được bốc thăm để đối đầu với các đội không hạt giống, với các đội hạt giống làm đội chủ nhà cho trận lượt về. Các đội từ cùng bảng hoặc cùng hiệp hội không được bốc thăm để đối đầu với nhau.
- Ở lễ bốc thăm cho vòng tứ kết và vòng bán kết, không có đội hạt giống, và các đội từ cùng bảng hoặc cùng hiệp hội có thể được bốc thăm để đối đầu với nhau. Vì lượt bốc thăm vòng tứ kết và vòng bán kết được tổ chức cùng nhau trước khi vòng tứ kết được diễn ra, danh tính của đội thắng vòng tứ kết không được biết tại thời điểm bốc thăm vòng bán kết. Một lượt bốc thăm cũng được diễn ra để xác định đội thắng vòng bán kết nào được chỉ định là đội "chủ nhà" cho trận chung kết (vì mục đích hành chính khi nó được diễn ra tại địa điểm trung lập).

Đối với vòng tứ kết và vòng bán kết, các đội từ cùng thành phố không được xếp lịch để thi đấu tại sân nhà vào cùng ngày hoặc vào các ngày liên tiếp, vì lý do hậu cần và kiểm soát đám đông. Để tránh trường hợp mâu thuẫn lịch thi đấu, nếu hai đội được bốc thăm để thi đấu tại sân nhà cho cùng lượt trận, thứ tự lượt trận của cặp đấu có bao gồm đội với thứ hạng giải quốc nội thấp hơn ở mùa giải vòng loại được đảo ngược từ lần bốc thăm ban đầu.

## Lịch thi đấu và bốc thăm
Lịch thi đấu như sau (tất cả các lễ bốc thăm được tổ chức tại trụ sở UEFA ở Nyon, Thụy Sĩ).
| Vòng        | Ngày bốc thăm                   | Lượt đi                                                        | Lượt về                                                        |
| ----------- | ------------------------------- | -------------------------------------------------------------- | -------------------------------------------------------------- |
| Vòng 16 đội | 14 tháng 12 năm 2020, lúc 12:00 | 16–17 & 23–24 tháng 2 năm 2021                                 | 9–10 & 16–17 tháng 3 năm 2021                                  |
| Tứ kết      | 19 tháng 3 năm 2021, lúc 12:00  | 6–7 tháng 4 năm 2021                                           | 13–14 tháng 4 năm 2021                                         |
| Bán kết     | 19 tháng 3 năm 2021, lúc 12:00  | 27–28 tháng 4 năm 2021                                         | 4–5 tháng 5 năm 2021                                           |
| Chung kết   | 19 tháng 3 năm 2021, lúc 12:00  | 29 tháng 5 năm 2021 tại Sân vận động Olympic Atatürk, Istanbul | 29 tháng 5 năm 2021 tại Sân vận động Olympic Atatürk, Istanbul |

## Nhánh đấu
|  | Vòng 16 đội              | Vòng 16 đội             | Vòng 16 đội | Vòng 16 đội |   |                 | Tứ kết | Tứ kết | Tứ kết | Tứ kết |  |                     | Bán kết | Bán kết | Bán kết | Bán kết |                 |   | Chung kết (29 tháng 5 – Porto) | Chung kết (29 tháng 5 – Porto) |
|  |                          |                         |             |             |   |                 |        |        |        |        |  |                     |         |         |         |         |                 |   |                                |                                |
|  | Lazio                    | 1                       | 1           | 2           |   |                 |        |        |        |        |  |                     |         |         |         |         |                 |   |                                |                                |
|  | Bayern Munich            | 4                       | 2           | 6           |   |                 |        |        |        |        |  |                     |         |         |         |         |                 |   |                                |                                |
|  | Bayern Munich            | 4                       | 2           | 6           |   | Bayern Munich   | 2      | 1      | 3      |        |  |                     |         |         |         |         |                 |   |                                |                                |
|  |                          |                         |             |             |   | Bayern Munich   | 2      | 1      | 3      |        |  |                     |         |         |         |         |                 |   |                                |                                |
|  |                          | Paris Saint-Germain (a) | 3           | 0           | 3 |                 |        |        |        |        |  |                     |         |         |         |         |                 |   |                                |                                |
|  | Barcelona                | Paris Saint-Germain (a) | 3           | 0           | 3 | 1               | 1      | 2      |        |        |  |                     |         |         |         |         |                 |   |                                |                                |
|  | Barcelona                |                         |             |             |   | 1               | 1      | 2      |        |        |  |                     |         |         |         |         |                 |   |                                |                                |
|  | Paris Saint-Germain      | 4                       | 1           | 5           |   |                 |        |        |        |        |  |                     |         |         |         |         |                 |   |                                |                                |
|  | Paris Saint-Germain      | 4                       | 1           | 5           |   |                 |        |        |        |        |  | Paris Saint-Germain | 1       | 0       | 1       |         |                 |   |                                |                                |
|  |                          |                         |             |             |   |                 |        |        |        |        |  | Paris Saint-Germain | 1       | 0       | 1       |         |                 |   |                                |                                |
|  |                          | Manchester City         | 2           | 2           | 4 |                 |        |        |        |        |  |                     |         |         |         |         |                 |   |                                |                                |
|  | Borussia Mönchengladbach | Manchester City         | 2           | 2           | 4 | 0               | 0      | 0      |        |        |  |                     |         |         |         |         |                 |   |                                |                                |
|  | Borussia Mönchengladbach |                         |             |             |   | 0               | 0      | 0      |        |        |  |                     |         |         |         |         |                 |   |                                |                                |
|  | Manchester City          | 2                       | 2           | 4           |   |                 |        |        |        |        |  |                     |         |         |         |         |                 |   |                                |                                |
|  | Manchester City          | 2                       | 2           | 4           |   | Manchester City | 2      | 2      | 4      |        |  |                     |         |         |         |         |                 |   |                                |                                |
|  |                          |                         |             |             |   | Manchester City | 2      | 2      | 4      |        |  |                     |         |         |         |         |                 |   |                                |                                |
|  |                          | Borussia Dortmund       | 1           | 1           | 2 |                 |        |        |        |        |  |                     |         |         |         |         |                 |   |                                |                                |
|  | Sevilla                  | Borussia Dortmund       | 1           | 1           | 2 | 2               | 2      | 4      |        |        |  |                     |         |         |         |         |                 |   |                                |                                |
|  | Sevilla                  |                         |             |             |   | 2               | 2      | 4      |        |        |  |                     |         |         |         |         |                 |   |                                |                                |
|  | Borussia Dortmund        | 3                       | 2           | 5           |   |                 |        |        |        |        |  |                     |         |         |         |         |                 |   |                                |                                |
|  | Borussia Dortmund        | 3                       | 2           | 5           |   |                 |        |        |        |        |  |                     |         |         |         |         | Manchester City | 0 |                                |                                |
|  |                          |                         |             |             |   |                 |        |        |        |        |  |                     |         |         |         |         |                 | 0 |                                |                                |
|  |                          | Chelsea                 | 1           |             |   |                 |        |        |        |        |  |                     |         |         |         |         |                 |   |                                |                                |
|  | Atalanta                 | Chelsea                 | 1           | 0           | 1 | 1               |        |        |        |        |  |                     |         |         |         |         |                 |   |                                |                                |
|  | Atalanta                 |                         |             | 0           | 1 | 1               |        |        |        |        |  |                     |         |         |         |         |                 |   |                                |                                |
|  | Real Madrid              | 1                       | 3           | 4           |   |                 |        |        |        |        |  |                     |         |         |         |         |                 |   |                                |                                |
|  | Real Madrid              | 1                       | 3           | 4           |   | Real Madrid     | 3      | 0      | 3      |        |  |                     |         |         |         |         |                 |   |                                |                                |
|  |                          |                         |             |             |   | Real Madrid     | 3      | 0      | 3      |        |  |                     |         |         |         |         |                 |   |                                |                                |
|  |                          | Liverpool               | 1           | 0           | 1 |                 |        |        |        |        |  |                     |         |         |         |         |                 |   |                                |                                |
|  | RB Leipzig               | Liverpool               | 1           | 0           | 1 | 0               | 0      | 0      |        |        |  |                     |         |         |         |         |                 |   |                                |                                |
|  | RB Leipzig               |                         |             |             |   | 0               | 0      | 0      |        |        |  |                     |         |         |         |         |                 |   |                                |                                |
|  | Liverpool                | 2                       | 2           | 4           |   |                 |        |        |        |        |  |                     |         |         |         |         |                 |   |                                |                                |
|  | Liverpool                | 2                       | 2           | 4           |   |                 |        |        |        |        |  | Real Madrid         | 1       | 0       | 1       |         |                 |   |                                |                                |
|  |                          |                         |             |             |   |                 |        |        |        |        |  | Real Madrid         | 1       | 0       | 1       |         |                 |   |                                |                                |
|  |                          | Chelsea                 | 1           | 2           | 3 |                 |        |        |        |        |  |                     |         |         |         |         |                 |   |                                |                                |
|  | Porto (s.h.p.; a)        | Chelsea                 | 1           | 2           | 3 | 2               | 2      | 4      |        |        |  |                     |         |         |         |         |                 |   |                                |                                |
|  | Porto (s.h.p.; a)        |                         |             |             |   | 2               | 2      | 4      |        |        |  |                     |         |         |         |         |                 |   |                                |                                |
|  | Juventus                 | 1                       | 3           | 4           |   |                 |        |        |        |        |  |                     |         |         |         |         |                 |   |                                |                                |
|  | Juventus                 | 1                       | 3           | 4           |   | Porto           | 0      | 1      | 1      |        |  |                     |         |         |         |         |                 |   |                                |                                |
|  |                          |                         |             |             |   | Porto           | 0      | 1      | 1      |        |  |                     |         |         |         |         |                 |   |                                |                                |
|  |                          | Chelsea                 | 2           | 0           | 2 |                 |        |        |        |        |  |                     |         |         |         |         |                 |   |                                |                                |
|  | Atlético Madrid          | Chelsea                 | 2           | 0           | 2 | 0               | 0      | 0      |        |        |  |                     |         |         |         |         |                 |   |                                |                                |
|  | Atlético Madrid          |                         |             |             |   | 0               | 0      | 0      |        |        |  |                     |         |         |         |         |                 |   |                                |                                |
|  | Chelsea                  | 1                       | 2           | 3           |   |                 |        |        |        |        |  |                     |         |         |         |         |                 |   |                                |                                |

## Vòng 16 đội
Lễ bốc thăm cho vòng 16 đội được tổ chức vào ngày 14 tháng 12 năm 2020, lúc 12:00 CET.

### Tóm tắt
Lượt đi được diễn ra vào ngày 16, 17, 23 và 24 tháng 2, và lượt về được diễn ra vào ngày 9, 10, 16 và 17 tháng 3 năm 2021.
| Đội 1                    | TTS     | Đội 2               | Lượt đi | Lượt về      |
| ------------------------ | ------- | ------------------- | ------- | ------------ |
| Borussia Mönchengladbach | 0–4     | Manchester City     | 0–2     | 0–2          |
| Lazio                    | 2–6     | Bayern Munich       | 1–4     | 1–2          |
| Atlético Madrid          | 0–3     | Chelsea             | 0–1     | 0–2          |
| RB Leipzig               | 0–4     | Liverpool           | 0–2     | 0–2          |
| Porto                    | 4–4 (a) | Juventus            | 2–1     | 2–3 (s.h.p.) |
| Barcelona                | 2–5     | Paris Saint-Germain | 1–4     | 1–1          |
| Sevilla                  | 4–5     | Borussia Dortmund   | 2–3     | 2–2          |
| Atalanta                 | 1–4     | Real Madrid         | 0–1     | 1–3          |

### Các trận đấu
| Borussia Mönchengladbach | 0–2      | Manchester City         |
| ------------------------ | -------- | ----------------------- |
|                          | Chi tiết | - Silva 29' - Jesus 65' |

| Manchester City                | 2–0      | Borussia Mönchengladbach |
| ------------------------------ | -------- | ------------------------ |
| - De Bruyne 12' - Gündoğan 18' | Chi tiết |                          |

Manchester City thắng với tổng tỷ số 4–0.
| Lazio        | 1–4      | Bayern Munich                                                 |
| ------------ | -------- | ------------------------------------------------------------- |
| - Correa 49' | Chi tiết | - Lewandowski 9' - Musiala 24' - Sané 42' - Acerbi 47' (l.n.) |

| Bayern Munich                                 | 2–1      | Lazio        |
| --------------------------------------------- | -------- | ------------ |
| - Lewandowski 33' (ph.đ.) - Choupo-Moting 73' | Chi tiết | - Parolo 82' |

Bayern Munich thắng với tổng tỷ số 6–2.
| Atlético Madrid | 0–1      | Chelsea      |
| --------------- | -------- | ------------ |
|                 | Chi tiết | - Giroud 68' |

| Chelsea                      | 2–0      | Atlético Madrid |
| ---------------------------- | -------- | --------------- |
| - Ziyech 34' - Emerson 90+4' | Chi tiết |                 |

Chelsea thắng với tổng tỷ số 3–0.
| RB Leipzig | 0–2      | Liverpool              |
| ---------- | -------- | ---------------------- |
|            | Chi tiết | - Salah 53' - Mané 58' |

| Liverpool              | 2–0      | RB Leipzig |
| ---------------------- | -------- | ---------- |
| - Salah 70' - Mané 74' | Chi tiết |            |

Liverpool thắng với tổng tỷ số 4–0.
| Porto                    | 2–1      | Juventus     |
| ------------------------ | -------- | ------------ |
| - Taremi 1' - Marega 46' | Chi tiết | - Chiesa 82' |

| Juventus                        | 3–2 (s.h.p.) | Porto                        |
| ------------------------------- | ------------ | ---------------------------- |
| - Chiesa 49', 63' - Rabiot 117' | Chi tiết     | - Oliveira 19' (ph.đ.), 115' |

Tổng tỷ số 4–4. Porto thắng nhờ bàn thắng sân khách.
| Barcelona           | 1–4      | Paris Saint-Germain               |
| ------------------- | -------- | --------------------------------- |
| - Messi 27' (ph.đ.) | Chi tiết | - Mbappé 32', 65', 85' - Kean 70' |

| Paris Saint-Germain  | 1–1      | Barcelona   |
| -------------------- | -------- | ----------- |
| - Mbappé 31' (ph.đ.) | Chi tiết | - Messi 37' |

Paris Saint-Germain thắng với tổng tỷ số 5–2.
| Sevilla                 | 2–3      | Borussia Dortmund               |
| ----------------------- | -------- | ------------------------------- |
| - Suso 7' - De Jong 84' | Chi tiết | - Dahoud 19' - Haaland 27', 43' |

| Borussia Dortmund          | 2–2      | Sevilla                        |
| -------------------------- | -------- | ------------------------------ |
| - Haaland 35', 54' (ph.đ.) | Chi tiết | - En-Nesyri 69' (ph.đ.), 90+6' |

Borussia Dortmund thắng với tổng tỷ số 5–4.
| Atalanta | 0–1      | Real Madrid |
| -------- | -------- | ----------- |
|          | Chi tiết | - Mendy 86' |

| Real Madrid                                     | 3–1      | Atalanta     |
| ----------------------------------------------- | -------- | ------------ |
| - Benzema 34' - Ramos 60' (ph.đ.) - Asensio 85' | Chi tiết | - Muriel 83' |

Real Madrid thắng với tổng tỷ số 4–1.

## Tứ kết
Lễ bốc thăm cho vòng tứ kết được tổ chức vào ngày 19 tháng 3 năm 2021, lúc 12:00 CET.

### Tóm tắt
Lượt đi được diễn ra vào ngày 6 và 7 tháng 4, và lượt về được diễn ra vào ngày 13 và 14 tháng 4 năm 2021.
| Đội 1           | TTS     | Đội 2               | Lượt đi | Lượt về |
| --------------- | ------- | ------------------- | ------- | ------- |
| Manchester City | 4–2     | Borussia Dortmund   | 2–1     | 2–1     |
| Porto           | 1–2     | Chelsea             | 0–2     | 1–0     |
| Bayern Munich   | 3–3 (a) | Paris Saint-Germain | 2–3     | 1–0     |
| Real Madrid     | 3–1     | Liverpool           | 3–1     | 0–0     |

### Các trận đấu
| Manchester City             | 2–1      | Borussia Dortmund |
| --------------------------- | -------- | ----------------- |
| - De Bruyne 19' - Foden 90' | Chi tiết | - Reus 84'        |

| Borussia Dortmund | 1–2      | Manchester City                  |
| ----------------- | -------- | -------------------------------- |
| - Bellingham 15'  | Chi tiết | - Mahrez 55' (ph.đ.) - Foden 75' |

Manchester City thắng với tổng tỷ số 4–2.
| Porto | 0–2      | Chelsea                    |
| ----- | -------- | -------------------------- |
|       | Chi tiết | - Mount 32' - Chilwell 85' |

| Chelsea | 0–1      | Porto          |
| ------- | -------- | -------------- |
|         | Chi tiết | - Taremi 90+4' |

Chelsea thắng với tổng tỷ số 2–1.
| Bayern Munich                    | 2–3      | Paris Saint-Germain               |
| -------------------------------- | -------- | --------------------------------- |
| - Choupo-Moting 37' - Müller 60' | Chi tiết | - Mbappé 3', 68' - Marquinhos 28' |

| Paris Saint-Germain | 0–1      | Bayern Munich       |
| ------------------- | -------- | ------------------- |
|                     | Chi tiết | - Choupo-Moting 40' |

Tổng tỷ số 3–3. Paris Saint-Germain thắng nhờ bàn thắng sân khách.
| Real Madrid                       | 3–1      | Liverpool   |
| --------------------------------- | -------- | ----------- |
| - Vinícius 27', 65' - Asensio 36' | Chi tiết | - Salah 51' |

| Liverpool | 0–0      | Real Madrid |
| --------- | -------- | ----------- |
|           | Chi tiết |             |

Real Madrid thắng với tổng tỷ số 3–1.

## Bán kết
Lễ bốc thăm cho vòng bán kết được tổ chức vào ngày 19 tháng 3 năm 2021, lúc 12:00 CET, sau khi bốc thăm vòng tứ kết.

### Tóm tắt
Lượt đi được diễn ra vào ngày 27 và 28 tháng 4, và lượt về được diễn ra vào ngày 4 và 5 tháng 5 năm 2021.
| Đội 1               | TTS | Đội 2           | Lượt đi | Lượt về |
| ------------------- | --- | --------------- | ------- | ------- |
| Paris Saint-Germain | 1–4 | Manchester City | 1–2     | 0–2     |
| Real Madrid         | 1–3 | Chelsea         | 1–1     | 0–2     |

### Các trận đấu
| Paris Saint-Germain | 1–2      | Manchester City              |
| ------------------- | -------- | ---------------------------- |
| - Marquinhos 15'    | Chi tiết | - De Bruyne 64' - Mahrez 71' |

| Manchester City   | 2–0      | Paris Saint-Germain |
| ----------------- | -------- | ------------------- |
| - Mahrez 11', 63' | Chi tiết |                     |

Manchester City thắng với tổng tỷ số 4–1.
| Real Madrid   | 1–1      | Chelsea       |
| ------------- | -------- | ------------- |
| - Benzema 29' | Chi tiết | - Pulisic 14' |

| Chelsea                  | 2–0      | Real Madrid |
| ------------------------ | -------- | ----------- |
| - Werner 28' - Mount 85' | Chi tiết |             |

Chelsea thắng với tổng tỷ số 3–1.

## Chung kết
Trận chung kết được diễn ra vào ngày 29 tháng 5 năm 2021 tại Sân vận động Dragão ở Porto. Một lượt bốc thăm được tổ chức vào ngày 19 tháng 3 năm 2021, sau khi bốc thăm vòng tứ kết và vòng bán kết, để xác định đội "chủ nhà" vì mục đích hành chính.
| Manchester City | 0–1      | Chelsea       |
| --------------- | -------- | ------------- |
|                 | Chi tiết | - Havertz 42' |